# 柏調理師専門学校
柏調理師専門学校（かしわちょうりしせんもんがっこう）は、千葉県柏市に所在した専修学校。
衛生と調理技術の専門課程が設置されていた。

## 沿革
1977年に柏調理師学校として開校した。
1980年に専修学校として認可され柏調理師専門学校に改称した。
2017年に廃校した。